# Achaearanea epicosma
Achaearanea epicosma är en spindelart som först beskrevs av William Joseph Rainbow 1920.  Achaearanea epicosma ingår i släktet Achaearanea och familjen klotspindlar. Inga underarter finns listade i Catalogue of Life.